# 刘淇
刘淇（1942年11月—），江苏武进人，中国共产党、中华人民共和国政治人物，原副国级领导人。中共第十六、十七届中央政治局委员。冶金工业部部长，中共北京市委书记、市长，中央文明委副主任。

## 生平
1959年刘淇从北京101中学毕业，考入北京钢铁学院冶金系钢铁冶金专业学习。1964年毕业，同时考上该校冶金系炼铁专业研究生。1968年毕业获研究生学历。同年6月被分配到武汉钢铁公司炼铁厂参加工作，历任二高炉瓦斯工、炉前工、工长。1975年9月加入中国共产党。1978年至1983年，任武汉钢铁公司炼铁厂三高炉技术员、副炉长。1983年至1985年，任武汉钢铁公司炼铁厂副厂长，公司生产部部长。1985年至1990年，任武汉钢铁公司第一副经理、公司党委常委。1990年至1993年，任武汉钢铁公司经理、党委常委。
1993年至1998年，任中华人民共和国冶金工业部部长、党组书记。1998年，新任国务院总理朱镕基主持国务院机构改革，冶金工业部被撤销，刘淇被安排到北京市担任中共北京市委副书记、副市长。1999年至2002年，任中共北京市委副书记、市长。2002年至2003年，任中共中央政治局委员，中共北京市委书记、市长。2003年至2012年6月，任中共中央政治局委员，中共北京市委书记。2001年12月至2003年，兼任北京奥运会组委会主席、党组副书记；2003年至2009年8月，兼任北京奥运会组委会主席、党组书记。任内北京市成功举办2008年夏季奥林匹克运动会。2008年8月25日，刘淇获得国际奥委会主席罗格颁授奥林匹克金质勋章。2009年，刘淇主持了首都各界庆祝中华人民共和国成立60周年大会。2012年7月起，任中央文明委副主任。2012年11月卸任中共中央政治局委员。中共十八大后退休。
他是中共第十四届中央候补委员，十五届、十六届、十七届中央委员，十六届、十七届中央政治局委员。